# وزارة المالية (كيبك)
وزارة المالية (بالفرنسية: Ministère des Finances) هي وزارة ضمن حكومة مقاطعة كيبك الكنديَّة. والغرض الرسمي منها هو "تعزيز التنمية الاقتصادية وتقديم المشورة للحكومة بشأن المسائل المالية"، وتشمل مسؤوليات الإدارة تقديم المشورة في المسائل المتعلقة بالميزانية والمالية والاقتصادية والمالية والمحاسبية.
الوزير الحالي هو إريك جيرارد، وذلك اعتبارًا من نوفمبر 2018.
تدير وزارة المالية قانون الميزانية المتوازنة في كيبك، والذي يحظر حدوث عجز في الميزانية، إلا في الظروف الخاصة.